# Johano Strasser
Johano Strasser (Leeuwarden, 1º maggio 1939) è un politologo, scrittore e pubblicista tedesco.
Dal 1995 è stato segretario generale del PEN-Zentrums Deutschland e presidente dal 2002 al 2013.

## Biografia

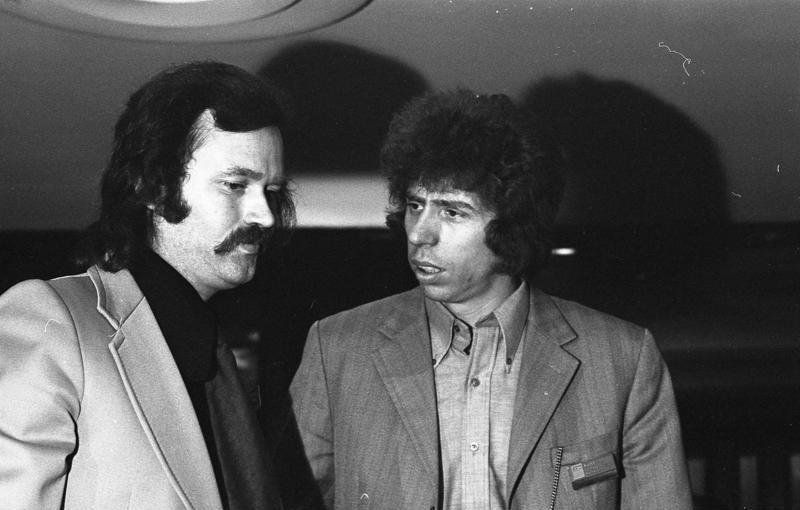
Johano Strasser (a destra) nel 1973

Johano Strasser proviene da una famiglia internazionale. Suo padre, Robert William Strasser, è nato a St. Louis (USA) da madre francese e padre austriaco, mentre sua madre era Maria Christina Melis, olandese. I due pacifisti si sono incontrati a un congresso di esperanto a Parigi; anche il suo nome di battesimo appartiene a questa lingua artificiale.
La famiglia viveva in Germania dal 1945. Dopo essersi diplomato al Ratsgymnasium di Rotenburg (Wümme) nel 1958, Johano Strasser ha studiato presso l'Istituto per le lingue straniere e l'interpretazione dell'Università di Mainz a Germersheim e si è diplomato come traduttore. Nel 1961/1962 ha svolto questa professione presso la Ford di Colonia. Ha poi studiato filosofia a Magonza, dove ha conseguito il dottorato nel 1967.
Negli anni successivi ha svolto attività di ricerca e insegnamento in Gran Bretagna, Paesi Bassi e Germania. Nel 1977 ha conseguito l'abilitazione all'insegnamento universitario in scienze politiche presso la Università libera di Berlino, dove ha successivamente insegnato come docente privato.
Negli anni Settanta è stato coinvolto nei Giovani Socialisti come pensatore del loro programma politico; dal 1970 al 1975 è stato vicepresidente federale. Dal 1975 è divenuto membro della Commissione per i valori fondamentali della SPD.
Dal 1980 fino alla sua dismissione nel 1988, Strasser è stato redattore e, insieme a Heinrich Böll, Günter Grass e Carola Stern, condirettore della rivista politico-letteraria L 80. Nei suoi scritti politici critica il pensiero capitalistico classico.
Dal 1983 è stato uno scrittore indipendente. La sua opera di maggior successo è il romanzo Stille Jagd (Caccia silenziosa) del 1995. L'Associazione degli Scrittori Tedeschi (VS), ora parte del sindacato ver.di, lo ha eletto membro del Comitato esecutivo federale alla Conferenza dei delegati federali di Amburgo (24-26 settembre 1987), di cui è rimasto membro fino al 1988.
Strasser è stato educato come cattolico, ma ha lasciato la Chiesa dopo aver concluso la scuola. Ha la cittadinanza tedesca dal 1964. È sposato con la scrittrice Franziska Sperr e vive sul lago di Starnberg. La coppia ha due figli.

## Onorificenze
- 1984: Das politische Buch della Friedrich-Ebert-Stiftung;
- 2002: Premio letterario Gerty Spies del Centro statale per la formazione politica della Renania-Palatinato.

## Scritti selezionati

### Scritti politici
- 1977: Die Zukunft der Demokratie. Grenzen des Wachstums – Grenzen der Freiheit? (1977)
- 1979: Grenzen des Sozialstaats? Soziale Sicherung in der Wachstumskrise. (1979)
- 1981: Die Zukunft des Fortschritts – Der Sozialismus und die Krise des Industrialismus. (1981)
- 1990: Leben ohne Utopie? Essay zur aktuellen deutschen Situation. Hrsg. von Freimut Duve, Luchterhand, Frankfurt 1990, ISBN 3-630-87103-8.
- 1994: Die Wende ist machbar. (1994)
- 1999: Wenn der Arbeitsgesellschaft die Arbeit ausgeht. (1999)
- 2001: Leben oder Überleben. Wider die Zurichtung des Menschen zu einem Element des Marktes. (2001)
- 2005: Kopf oder Zahl. Die deutschen Intellektuellen vor der Entscheidung. (2005)
- 2011: Deutschland in der „Krise“. Über die fragwürdigen anthropologischen und handlungstheoretischen Grundlagen der neoliberalen Wirtschaftstheorie. Thelem, Dresden 2011.
- 2011: Transformation 3.0. Raus aus der Wachstumsfalle. Mit Michael Müller. Vorwärts-Buch, Berlin 2011, ISBN 978-3-86602-534-9.
- 2013: Gesellschaft in Angst. Zwischen Sicherheitswahn und Freiheit. Gütersloher Verlags-Haus, Gütersloh 2013, ISBN 978-3-579-06640-0.
- 2015: Das Drama des Fortschritts. Dietz-Verlag, Bonn 2015, ISBN 978-3-8012-0477-8.
- 2017: Das freie Wort. Vom öffentlichen Gebrauch der Vernunft im postfaktischen Zeitalter. (Hrsg.) Allitera Verlag, München 2017, ISBN 978-3-86906-998-2.

### Scritti letterari

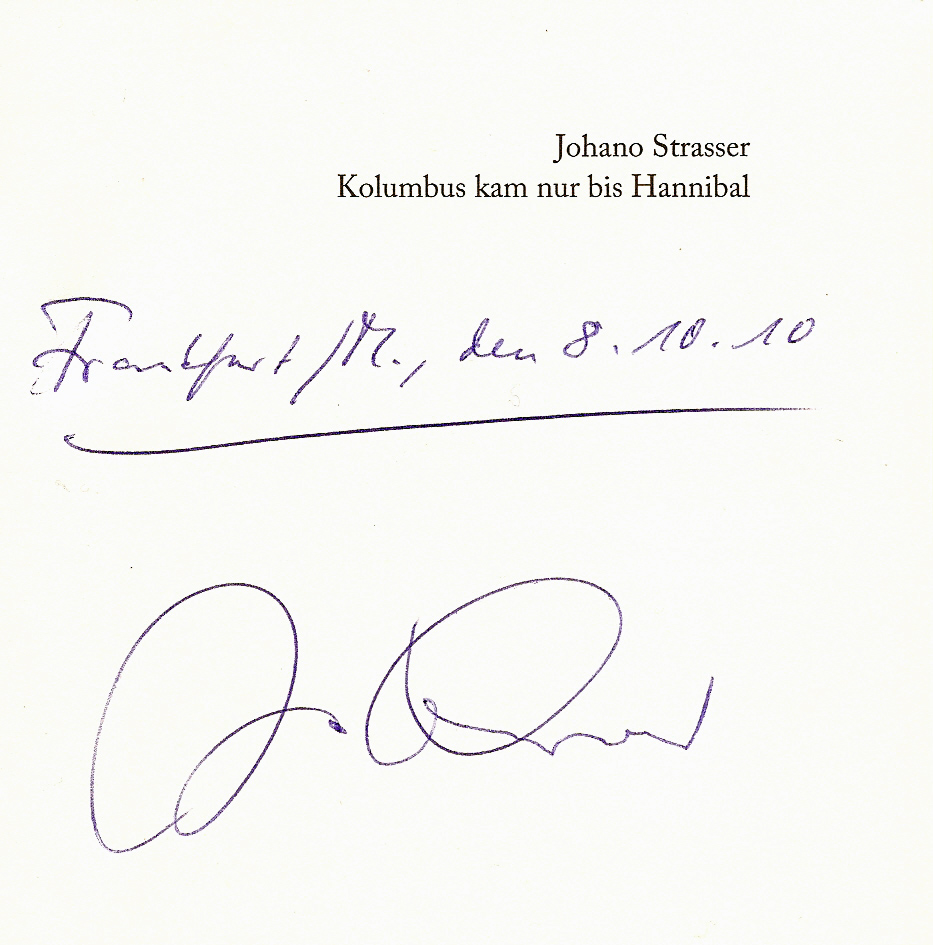
Autografo

- Der Klang der Fanfare (Roman, 1987)
- Dengelmanns Harfe (Erzählung, 1992)
- Stille Jagd (Roman, 1995)
- Ein Lachen im Dunkeln (Roman, 1999)
- Bei Regen über Regen reden (Gedichte, 1999)
- Die Tücke des Subjekts. Handreichungen für Unverbesserliche (Satire, 2002)
- Als wir noch Götter waren im Mai (Autobiografie, 2007)
- Bossa Nova. Ein Provinzroman (Roman, 2008)
- Kolumbus kam nur bis Hannibal. Vierzehn subversive Geschichten (2010)
- Die schönste Zeit des Lebens (Roman, 2011); ins Bulgarische übersetzt von Rumjana Zacharieva und in der renommierten Literaturzeitschrift Sawremennik, Sofia, publiziert (Nr. 1/2014)
- Der Wind. Ein Gedicht. Verlag Bibliothek der Provinz, Weitra 2016, ISBN 978-3-99028-555-8.
- Die Erstbesteigung des Mount Chutney. 16 subversive Geschichten. Verlag Bibliothek der Provinz, Weitra 2021, ISBN 978-3-99126-022-6.
- Radka. Roman. Verlag Bibliothek der Provinz, Weitra 2024, ISBN 978-3-99126-257-2.